# Sveti Marko (otok)
Koordinati:   45°15′21″N, 14°33′48″E
Sveti Marko je otoček v Jadranskem morju, ki pripada Hrvaški.
Sveti Marko, na katerem stoji svetilnik, leži v Kvarnerskem zalivu. Površina otoka je 0,706 km². Dolžina obale meri 3,89 km. Otoček leži v morskem prelivu med otokom Krkom in Kraljevico. Poznan je po tem, da se od kopnega do otoka razpenja 390 m dolg lok betonskega mostu. V času gradnje od 1976 do 1980 je bil Krški most (Titov most) s tako velikim razponom največji tak objekt na svetu.
Iz pomorske karte je razvidno, da svetilnik, ki sroji na skrajni vzhodni točki otoka oddaja svetlobni signal: R Bl 3s. Nazivni domet svetilnija je 6 milj.